# Meyer Werft

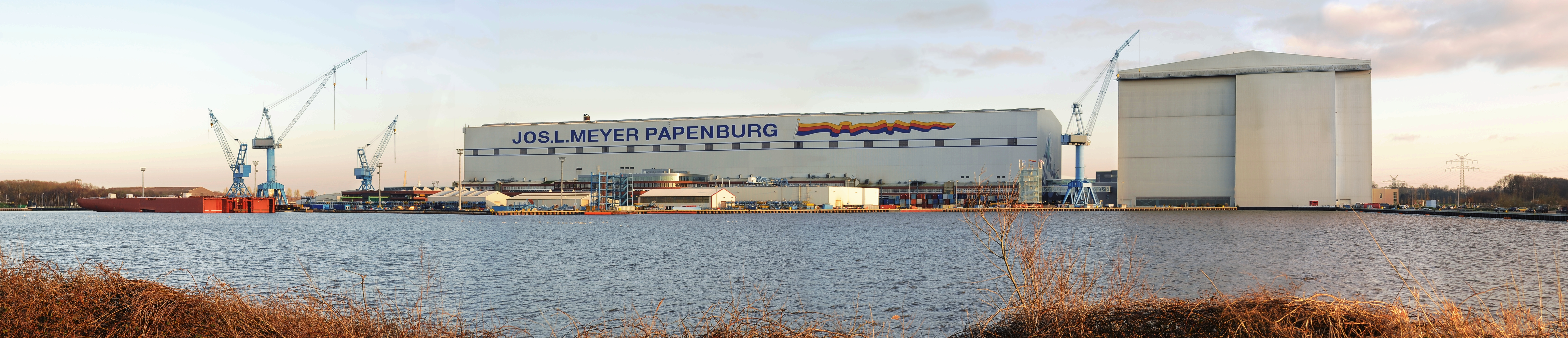
Die 86 Meter hohen Hallen der Meyer Werft

Die Meyer Werft GmbH (Eigenschreibweise: MEYER WERFT) ist ein deutsches Schiffbauunternehmen, das in Papenburg (Landkreis Emsland) ansässig ist. Sie gehörte zur Meyer Neptun S.à.r.l. mit Sitz im luxemburgischen Senningerberg.
Die Papenburger Werft ist Ankerpunkt der Europäischen Route der Industriekultur (ERIH) und Teil der Route der Industriekultur im Nordwesten.

## Geschichte der Werft

### Seit der Gründung Ende des 18. Jahrhunderts
Die Werft wurde am 28. Januar 1795 von Willm Rolf Meyer, dessen Nachfahren das Unternehmen heute in siebter Generation leiten, als Holzschiffswerft am Papenburger Hauptkanal gegründet.
In Papenburg gab es bis 1920 etwa zwanzig Werften. Nur die Meyer-Werft bestand bis ins 21. Jahrhundert. Das Unternehmen hatte 1872 auf Initiative von Joseph L. Meyer mit dem Bau von Stahlrumpfschiffen mit Dampfmaschinenantrieb begonnen.

### 20. Jahrhundert

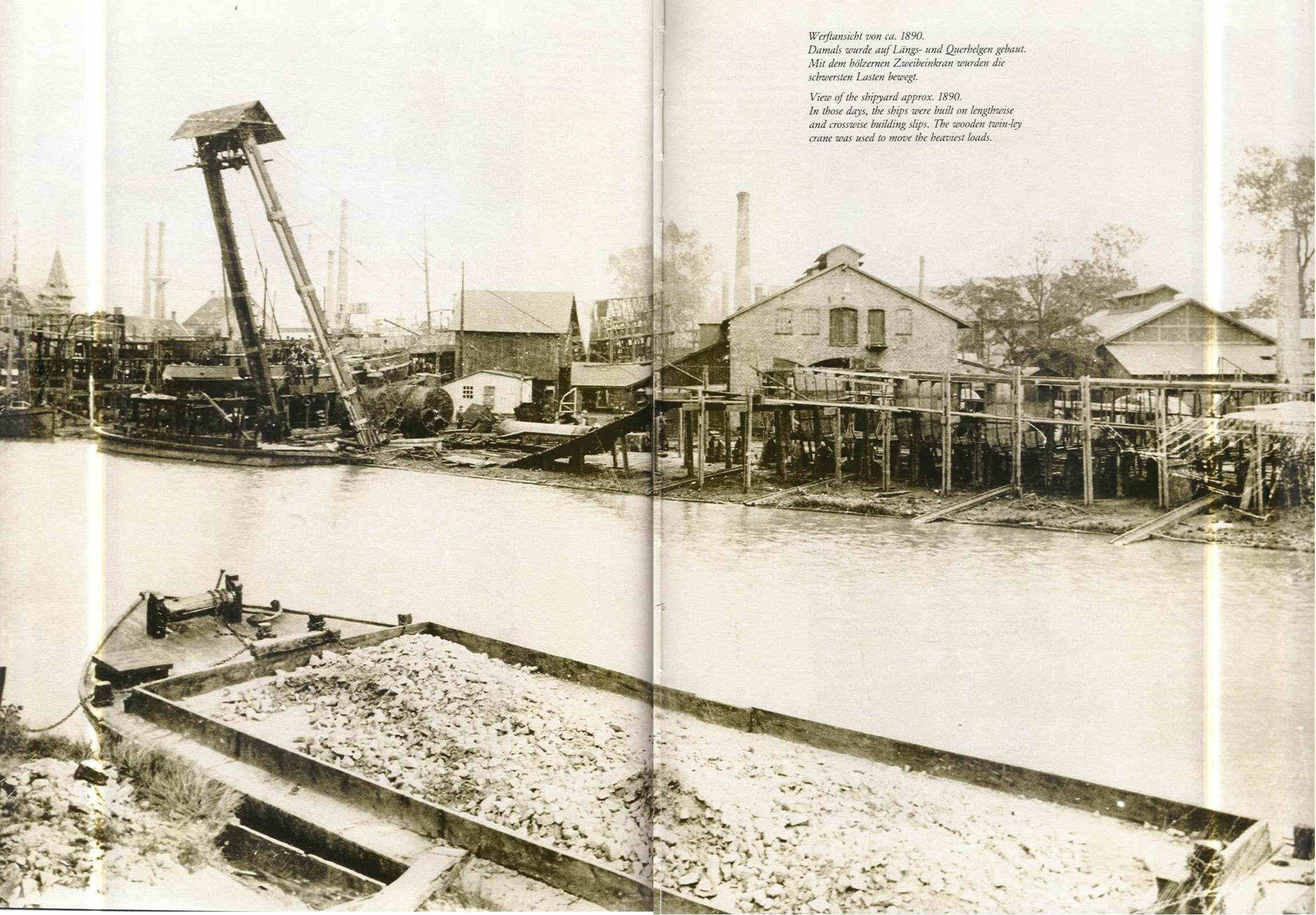
Meyer Werft um 1890, Schiffbau auf Längs- und Querhelgen

1913 wurde mit Zustimmung des Reichskolonialamtes im Auftrag der Ostafrikanischen Eisenbahn-Gesellschaft auf der Meyer-Werft das Dampfschiff Goetzen erbaut, das auf dem afrikanischen Tanganjikasee verkehrt, benannt nach Gustav Adolf von Götzen. Zwischen den beiden Weltkriegen baute die Werft vor allem Fischdampfer, Lotsenboote, Feuerschiffe sowie Passagierschiffe für die Küstenfahrt. Während des Zweiten Weltkrieges war die Werft vor allem mit Reparaturaufträgen beschäftigt. Für die Kriegsrüstung wurden in geringer Zahl kleinere Einheiten wie U-Jagdboote gebaut. Nach den Kriegen wich die Werft auch auf den Bau von Maschinen aus, wodurch sie die Nachkriegsjahre überdauern konnte. Seit 1961 wurden hier auch rund 55 Gastanker hergestellt. Während der erste Tanker, die Kirsten Tholstrup, nur 900 m³ Tankvolumen hatte, wuchs das Tankvolumen bis zum größten auf der Meyer-Werft gebaute Tanker, die Donau, auf 30.000 Kubikmeter. Von 2011 bis 2013 entstand hier der LNG-Tanker Coral Energy für die niederländische Reederei Anthony Veder (Rotterdam).
Von ihrer Gründung bis in die 1980er Jahre befand sich die Meyer-Werft in der Papenburger Stadtmitte. Zunehmender Platzmangel zwang dazu, die Werft in den Außenhafen direkt an der Ems zu verlagern. Auf dem ehemaligen Gelände entstand das Kulturzentrum Forum Alte Werft.
Das Bauprogramm der Werft umfasste in den letzten Jahrzehnten des 20. Jahrhunderts unter anderem Fährschiffe, RoRo-Schiffe, Containerschiffe und Tiertransporter. Insgesamt hat die Meyer Werft 27 Schiffe zu Tiertransportschiffen umgebaut, darunter die Al Shuwaik, zeitweite das größte Tiertransportschiff der Welt. Im Fährschiffbau ist insbesondere die über viele Jahre bestehende Zusammenarbeit mit der staatlichen indonesischen Fährreederei Pelayaran Nasional Indonesia (PELNI) zu nennen. Zwischen 1983 und 2008 lieferte Meyer insgesamt 24 Passagierfähren der Typen 1000, 2000 und 3000 mit einer Passagierkapazität zwischen 1.000 und 3.000 Personen an PELNI, die im innerindonesischen Verkehr eingesetzt werden. 3 weitere, kleinere Fähren (Typ 500) mit einer Fassungsvermögen von 500 Passagieren wurden nach Entwürfen von Meyer bei einer indonesischen Werft gefertigt.
Seit Mitte der 1980er Jahre wurde der Fokus immer stärker auf den Bau von Kreuzfahrtschiffen gelegt.

### Die Ära der Kreuzfahrtschiffe (seit den 1980er Jahren)

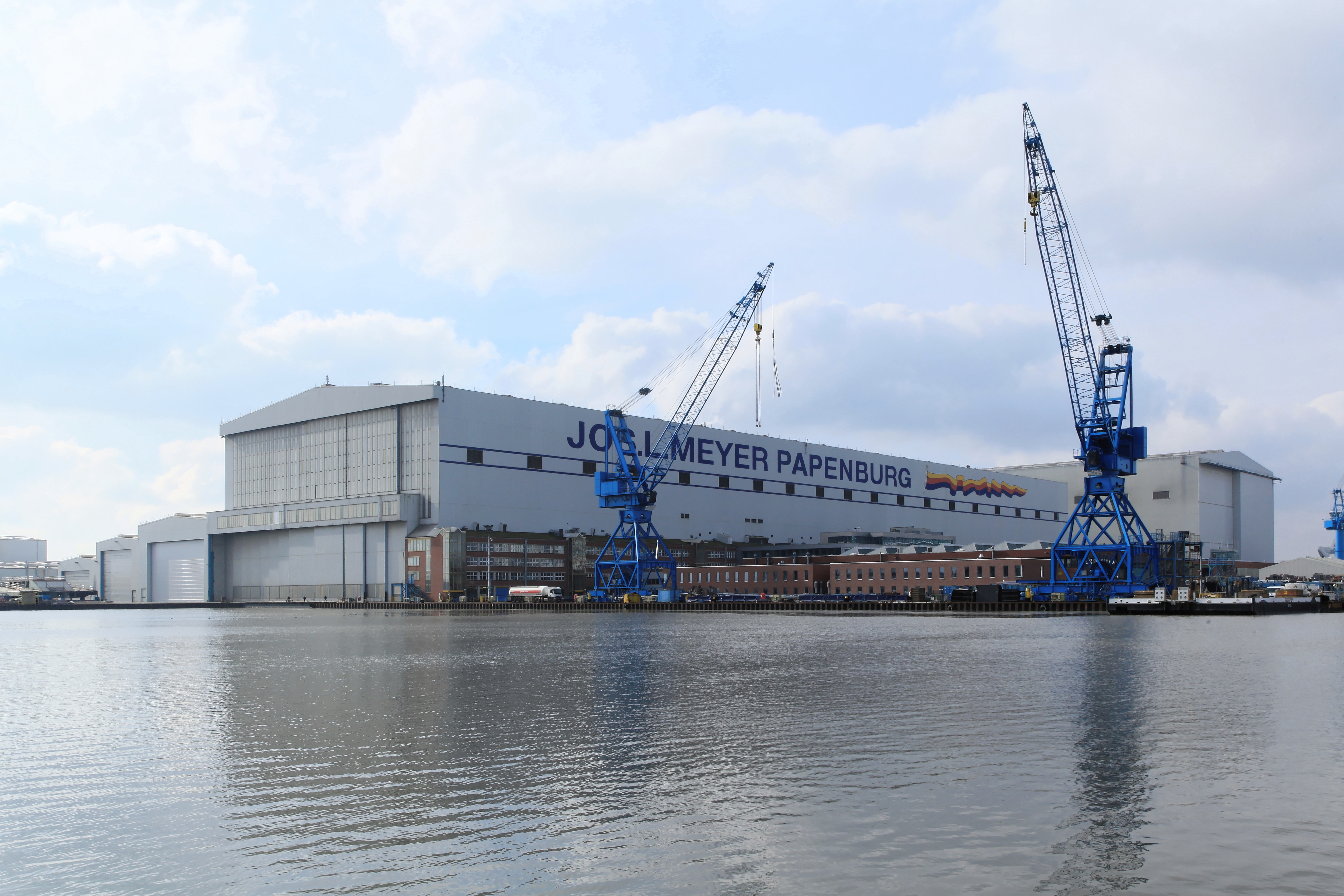
Die im Jahr 1987 fertiggestellte Halle 5

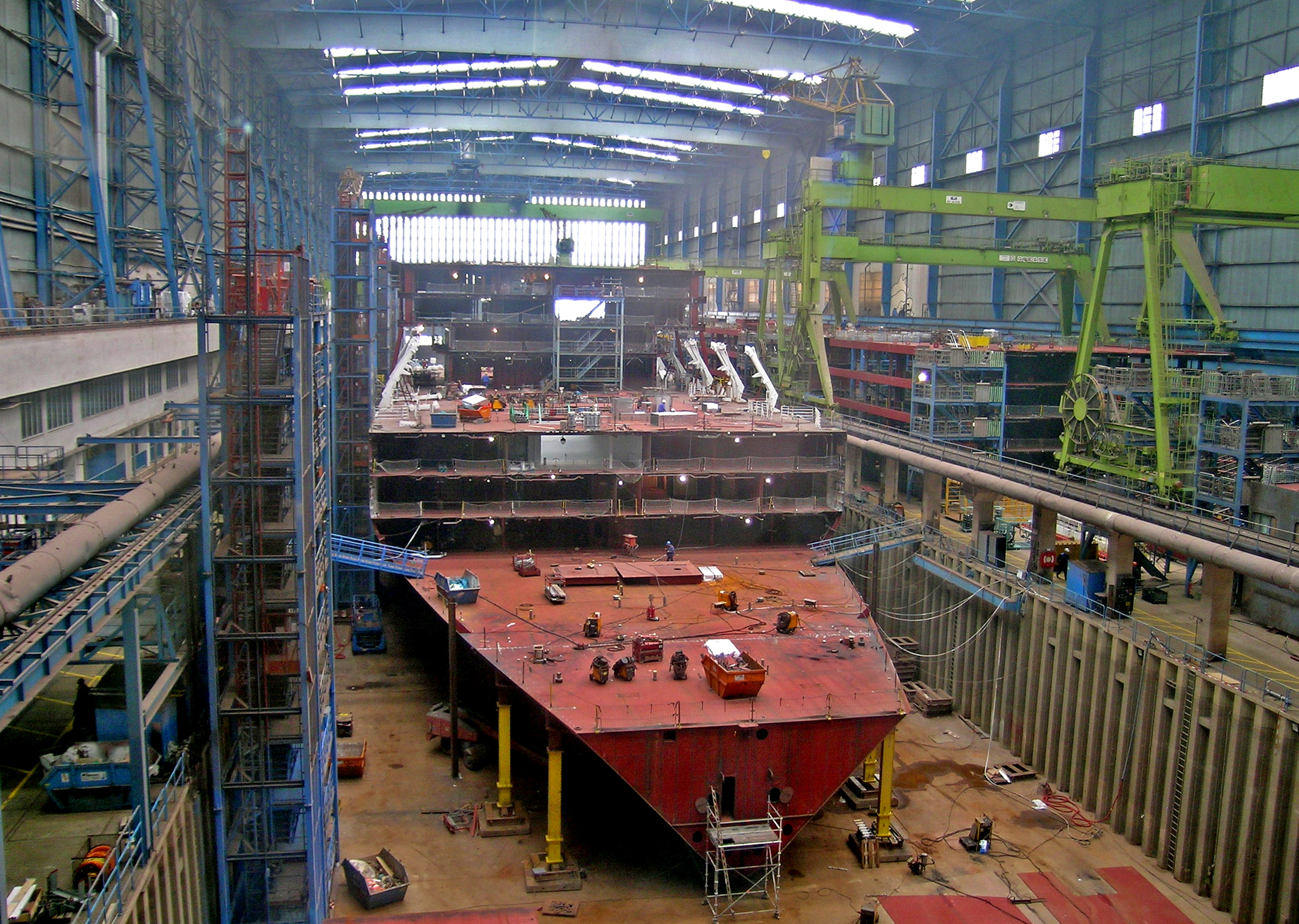
Blick in die Halle 5 mit der in Bau befindlichen AIDAdiva

1985 lief das erste Kreuzfahrtschiff der Werft vom Stapel. Die Homeric war das letzte Kreuzfahrtschiff dieser Größe, das mit einem klassischen Quer-Stapellauf zu Wasser gelassen wurde. Es war auch das einzige Schiff dieser Größe, das jemals zur Meyer-Werft zurückgekehrt ist; 1990 wurde es hier um 40 Meter auf 244 Meter verlängert. Zuvor war eine neue Dockschleuse errichtet worden, da die Homeric mit einer Breite von 29 Metern die alte Seeschleuse nicht passieren konnte.
Die folgenden Kreuzfahrtschiffe wurden in dem zur damaligen Zeit weltweit größten überdachten Baudock gebaut, das 1987 in Betrieb genommen wurde. Die Halle misst – nach einer Verlängerung um 100 Meter in den Jahren 1990/1991 – heute 370 Meter in der Länge und ist dabei 101,5 Meter breit und 60 Meter hoch. Das Dock selbst in dieser Halle hat eine Länge von 358 Meter und eine Breite von 39 Meter.

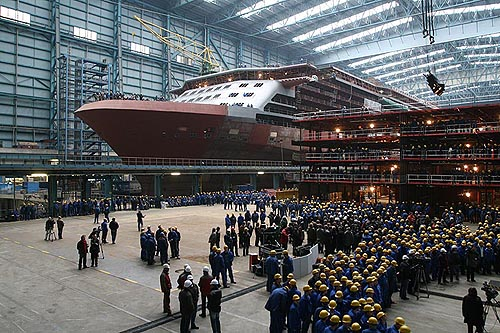
Halle 6 bei der Grundsteinlegung zur Erweiterung. Im Hintergrund die Celebrity Solstice

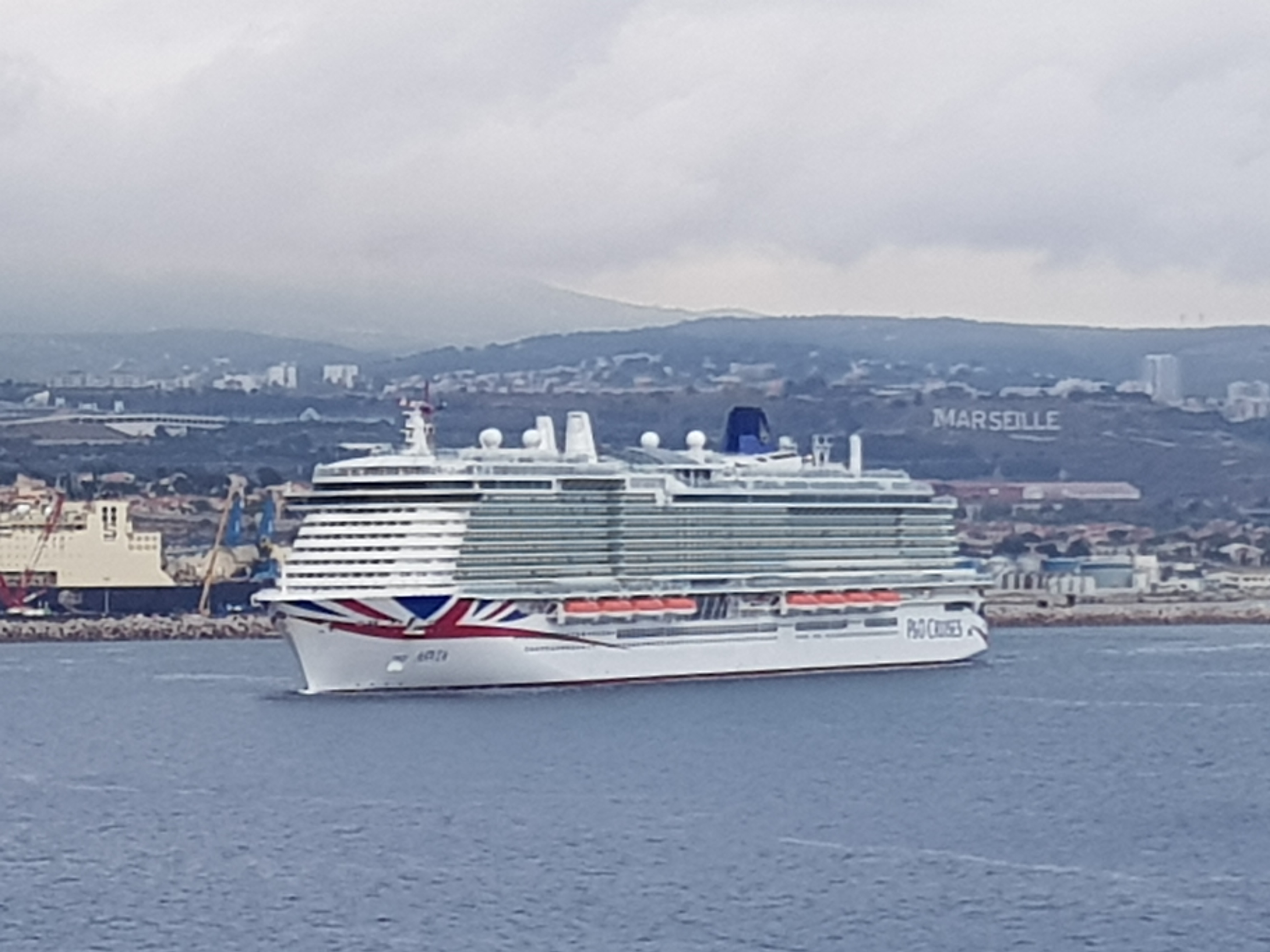
Die Arvia, das bisher größte auf der Meyer Werft gebaute Schiff

Im Jahr 2000 wurde mit dem Bau einer zweiten überdachten Baudockhalle (384 Meter Länge, 125 Meter Breite und 75 Meter Höhe) begonnen. Als erstes Schiff entstand die im Jahr 2002 abgelieferte Norwegian Dawn in der neuen Halle. Zuvor war bereits die Norwegian Star in der neuen Halle fertiggestellt worden, deren Rohbau in der alten Halle entstanden war. Innerhalb der im Jahr 2002 fertiggestellten zweiten Halle misst das Dock 362 × 45 Meter. Ebenfalls wurden neue Vorfertigungshallen errichtet, in denen vor allem Laserschweißtechnik eingesetzt wird.
Kurze Zeit später wurde jedoch die Belegschaft um 500 Personen auf 2.000 reduziert als Folge der Terroranschläge vom 11. September 2001 und der damit einhergehenden Krise des Tourismus-Sektors besonders in den USA.
Im Dezember 2007 begannen die Bauarbeiten für die Verlängerung der zweiten Halle um 120 Meter. Mit 504 Meter Länge ist diese Halle seitdem das weltweit größte überdachte Baudock. Die symbolische Grundsteinlegung erfolgte am 18. Januar 2008 durch den Geschäftsführer Bernard Meyer sowie den damaligen Ministerpräsidenten Niedersachsens, Christian Wulff. Am 31. August 2008 wurde das 2000 Tonnen schwere Dach für die Erweiterung der Bauhalle in die neue Position gehoben. Der Bau wurde im Dezember 2008 abgeschlossen.
Von 2005 bis 2013 wurden sieben Clubschiffe der Sphinx-Klasse für AIDA Cruises gebaut. Im September 2008 wurde das Schiff Celebrity Solstice, das erste der fünf Schiffe der Solstice-Klasse für Celebrity Cruises, abgeliefert. Das Schiff hat eine Vermessung von 122.000 BRZ, womit die Meyer-Werft erstmals die 100.000-BRZ-Marke überschritt. Die ab 2014 an Royal Caribbean Cruises abgelieferten Kreuzfahrtschiffe der Quantum-Klasse sind sogar mit rund 167.000 BRZ vermessen.
Im Mai 2011 feierte die Werft das 25-jährige Bestehen des eigenen Kreuzfahrtschiffbaus.
Im Jahr 2013 wurden an der Dockschleuse Rollfender aus Kunststoff angebracht. Hierdurch soll verhindert werden, dass die Schiffe bei der Passage beschädigt werden. Im folgenden Jahr wurde die Dockschleuse durch das versetzen der Hydraulikzylinder, die bisher in die Durchfahrt hineinragten, um rund einen Meter verbreitert.
2017 ließ Meyer durch die Depenbrock Gruppe die Halle 6 um rund 25 Meter verlängern- und eine weitere Halle um rund 100 Meter.
Am 27. März 2015 unterzeichnete Carnival Corporation & plc eine Absichtserklärung über den Bau von vier neuen Schiffen für die Marken Costa Crociere und AIDA Cruises, die auf den Werften in Turku und Papenburg gebaut werden sollen. Das Typschiff, die AIDAnova, war bei Ablieferung 2018 mit einer Vermessung von 183.900 BRZ das größte in Deutschland gebaute Passagierschiff und das erste weltweit, das mit LNG fahren konnte. Weitere Anschluss-Aufträge des Konzerns folgten und das Auftragsvolumen verdoppelt sich auf aktuell neun bestellte Schiffe.
Ab 2015 wurde auf der Werft ein neues Technologiezentrum errichtet.
Weitere Aufträge für Disney Cruise Line folgten 2016 und 2017.
Im Oktober 2018 bestellte Silversea Cruises zwei Kreuzfahrtschiffe bei der Meyer Werft. Die Schiffe mit einer Vermessung von 44.650 BRZ sollten 2022 und 2023 abgeliefert werden. Das erste Schiff, die Silver Nova, wurde 2023 fertiggestellt, das zweite, die Silver Ray, soll im Jahr 2024[veraltet] folgen. Sie werden in dem kleineren Baudock gefertigt werden, wie bereits zwei Schiffe für Saga Cruises, die 2019 und 2020 abgeliefert wurden, nachdem sie 2015 bzw. 2017 bestellt worden waren. Der Baudock war vor dem Bau der beiden britischen Kreuzfahrtschiffe mit einer Größe von 55.900 BRZ, 234 Meter Länge und 30,8 Meter Breite hauptsächlich zum Bau von Schiffsmodulen genutzt worden.

### Seit 2020
Im März 2020 brach in vielen Ländern die COVID-19-Pandemie aus. Weltweit fanden im Jahr 2020 viel weniger Kreuzfahrten statt als in den Jahren zuvor. 
Das Auftragsbuch der Werft verzeichnete für die Zeit ab 2023 keine neuen Aufträge. Daraufhin versuchte die Werft durch Streckung des Auftragsbuches und Kurzarbeit, die Folgen der Maßnahmen abzumildern. Im Juli 2020 vereinbarten Unternehmensleitung und Betriebsrat eine sechswöchige Betriebsschließung. Einen Lichtblick bildete hierbei die Bestellung eines Schiffes von Nippon Yūsen im Jahr 2021.
Ein Appartement-Schiff mit dem Namen Njord wurde im selben Jahr vorbehaltlich der Finanzierung bestellt. Beide sollten in Papenburg gebaut werden und u. a. einen LNG-Antrieb bekommen.
Bis 2021 errichtete die Werft für etwa 40 Millionen Euro ein neues Logistikzentrum im neuen Gewerbegebiet Bokeler Bogen.

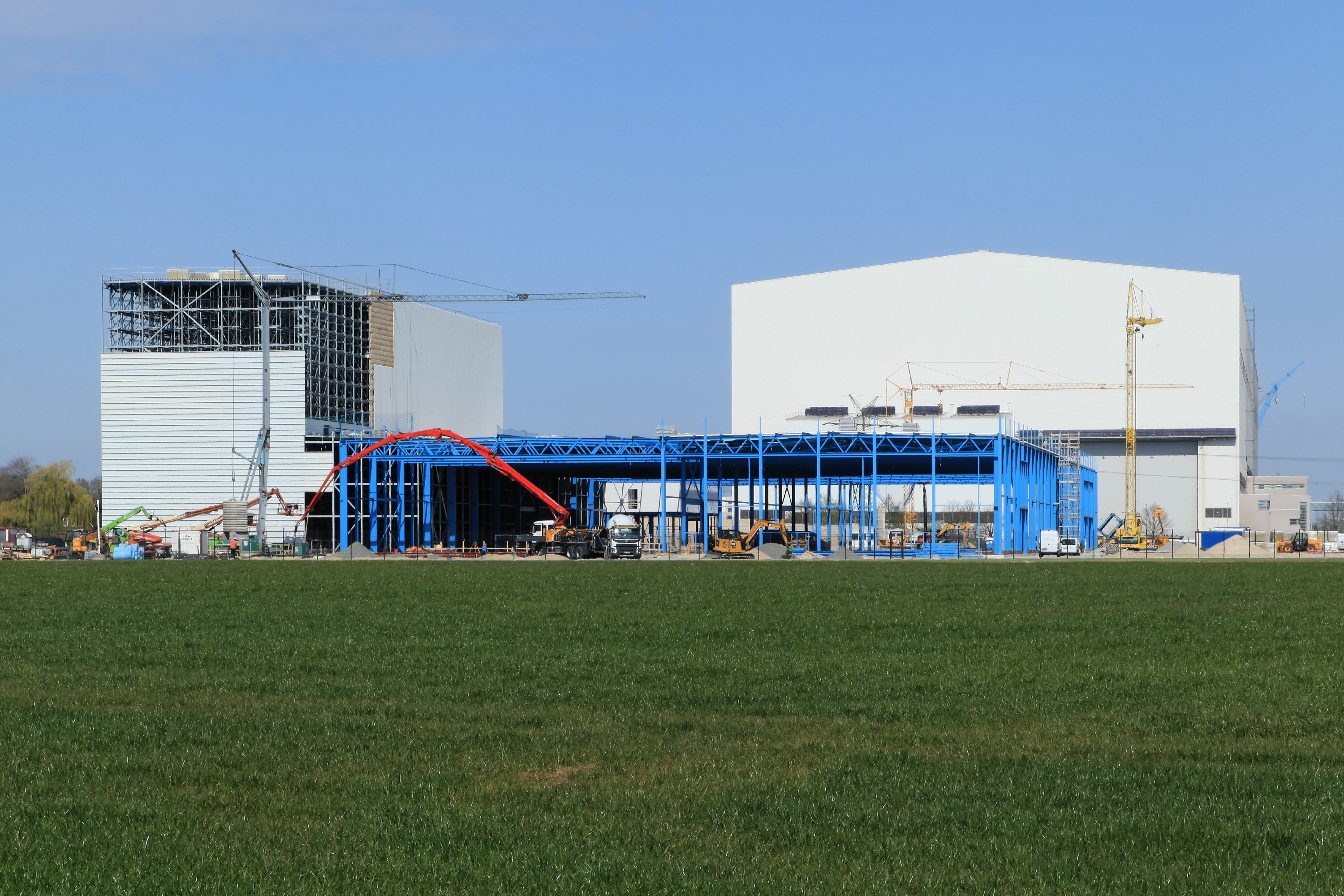
Das neue Logistikzentrum im Bau

Es hat eine Höhe von 30 Metern, bietet Platz für 25.000 Ladeeinheiten und liegt auf der gegenüberliegenden Seite der Rheiderlandstraße (K158), weshalb diese für rund 28 Millionen Euro bis 2025 verlegt werden soll. Die Rheiderlandstraße war bereits Ende der 1990er Jahre zugunsten der Erweiterung der Werft verlegt worden.
2023 stieg die Meyer-Werft in den Bau von Offshore-Konverterplattformen ein.

### Einstieg von Land Niedersachsen und Bund (September 2024)
Im Mai 2024 wurde bekannt, dass durch die Coronamaßnahmen und gestiegene Rohstoff- und Energiekosten eine Finanzlücke von fast 2,8 Milliarden Euro entstand. Die Werft bemühte sich um Geld vom Land Niedersachsen und vom Bund. Ein Gutachten von Sommer 2024 bescheinigte der Meyer Werft eine positive Sanierungsperspektive. Bis zum 15. September 2024 braucht die Werft frisches Kapital. Ein privater Investor war nicht in Sicht, darum stützten Land und Bund die klamme Werft. Nötig war einerseits eine Bürgschaft in Höhe von gut zwei Milliarden Euro, die Bund und Land jeweils zur Hälfte übernahmen. Andererseits brauchte die Meyer Werft frisches Eigenkapital. In den Gesprächen ging es um rund 400 Millionen Euro. Die Regierung des Landes Niedersachsen und die Regierung Scholz unterzeichneten am 16. September 2024 Verträge, mit denen die Bundesrepublik und das Land Niedersachsen rund 80 % der Meyer Werft übernehmen.
Zusätzlich zur wirtschaftlichen Bedeutung wurde auch die potentielle militärische Bedeutung als Rechtfertigung für den Staatseinstieg bekannt. So bescheinigte ein Gutachten von EY-Parthenon dem Werftstandort Papenburg mit seiner vorhandenen Infrastruktur eine hohe Eignung und Kapazität, um im Falle zunehmender sicherheitspolitischer Spannungen Marineschiffe bauen zu können. Papenburg liege dabei außer Reichweite russischer Kurzstreckenraketen, die in der Oblast Kaliningrad stationiert sind. Der Sicherheitsexperte Sebastian Bruns relativierte dies, u. a. weil die Meyer Werft zur Überführung der gebauten Schiffe auf die Anstauung der Ems durch das Emssperrwerk angewiesen ist, das deshalb ebenfalls geschützt werden müsse.
Stand 2025 wird über den Bau von Fregatten nachgedacht.

## Belegschaft und wirtschaftliche Bedeutung für die Region
Die Meyer-Werft hatte im Jahr 2019 etwa 3700 Beschäftigte. Das Durchschnittsalter der Beschäftigten lag bei 38 Jahren. Zusammen mit den zahlreichen Beschäftigten in den Zulieferbetrieben ist das Unternehmen ein äußerst wichtiger Wirtschaftsfaktor im nördlichen Emsland und südlichen Ostfriesland. Die wirtschaftliche Bedeutung für Niedersachsen und Deutschland hatte das Niedersächsische Institut für Wirtschaftsforschung 2010, 2014 und 2017 wissenschaftlich untersucht.
Am 15. Januar 2015 unterschrieben die Niedersächsische Landesregierung, die Geschäftsführung und Betriebsrat der Meyer-Werft sowie die IG Metall Küste einen Standortsicherungsvertrag, der die damals 3100 Arbeitsplätze in Papenburg langfristig bis Ende 2030 sichern soll. Die Werft sicherte außerdem im Vertrag zu, dass Aus- und Fortbildung sowie Forschung und Entwicklung als Kernkompetenzen im bisherigen Umfang erhalten werden. Ein weiterer Punkt des Vertrages sind weitere Investitionen in den Standort Papenburg. Das Land Niedersachsen sicherte im Gegenzug die Nutzung der Ems als funktionsfähige Bundeswasserstraße inklusive des nötigen Aufstauens für die Überführung der in Papenburg gefertigten Schiffsneubauten zu. Hierzu erarbeitete die Landesregierung gemeinsam mit den Umweltverbänden WWF, BUND und NABU den Masterplan Ems 2050, der die Qualität der Ems trotz weiterer Nutzung erheblich verbessern soll. Am 24. März 2015 stimmte der Kreistag des Landkreises Leer als letztes „Kommunalparlament“ dem „Masterplan Ems 2050“ zu. Darüber hinaus fördern das Bundesministerium für Wirtschaft und Energie (BMWi) und das Land Niedersachsen die Entwicklung innovativer Komponenten mit Innovationsbeihilfen.
Coronabedingt wurden über ein Freiwilligenprogramm Arbeitsplätze abgebaut.

## Fördermittel
Die Werft wurde mehrfach im Rahmen der Förderrichtlinie „Innovativer Schiffbau sichert wettbewerbsfähige Arbeitsplätze“ durch die Bundesregierung gefördert. Die Innovationsförderung ist als nicht rückzahlbare Zuwendung gestaltet. Die Förderung betrug 301.380 Euro im Jahr 2006, 5.183.869 Euro im Jahr 2010, 8.535.718 Euro im Jahr 2011, 8.355.676 Euro im Jahr 2012, 4.090.688 Euro im Jahr 2013, 191.000 Euro im Jahr 2014 und 8.341.443 Euro im Jahr 2016. Weitere Förderanträge aus den Jahren 2010, 2011, 2012 und 2013 wurden abgelehnt. 2022 erhielt die Werft außerdem Hilfsmittel in Folge der Corona-Pandemie im Wert von 14 Mio. Euro, die vom Land Niedersachsen und vom Bund bereitgestellt wurden.
Daneben profitiert die Werft von indirekter Förderung, z. B. durch das Ausbaggern der Ems, sowie die Errichtung und Betrieb des Emssperrwerkes für die Schiffsüberführungen der Werft. Wobei die Werft für das Passieren dieses Sperrwerkes ein Entgelt entrichten muss, so bezahlt sie z. B. für eine halbtägige Sperre rund 100.000 Euro bzw. rund 130.000 Euro für eine ganztägige Blockierung als Abgabe an das Land Niedersachsen, wenn die Schiffe einen Tiefgang von über 7,3 m haben (Stand: 2012). Dies ist ein Kompromiss, der zum Ziel hatte, den Streit um den Bau des Sperrwerkes, das Gegner als indirekte Wirtschaftshilfe für die Werft sahen, beizulegen.
Das Unternehmen profitiert zudem von staatlichen Bürgschaften. Offenbar hat sich das Land 2023 verbürgt, eine 2024 angedachte Landesbürgschaft wird es aber wohl nicht geben.

## Übernahmen anderer Unternehmen, Eigentumsverhältnisse
In den 1990er Jahren zeigte die Meyer Werft Interesse an der Übernahme der ehemaligen Navy-Werft in Philadelphia, verwarf diese Pläne jedoch wieder.
1997 übernahm die Meyer-Gruppe die im Jahr 1850 als „Maschinenbauanstalt und Schiffswerft“ gegründete Neptun Werft in Rostock. Sie firmiert als Neptun Werft GmbH & Co. KG, Rostock. Seit dem 13. August 2015 ist die persönlich haftende Gesellschaft die NIR Holding GmbH mit Sitz in Luxemburg.
Bis 2003 bestand eine Betriebskrankenkasse.
Am 4. August 2014 bestätigte die Werft die Übernahme eines 70-%-Anteils an dem finnischen Spezialisten für Kreuzfahrtschiffe STX Finland in Turku. Es sollten zwei weitere Schiffe für TUI Cruises (Mein Schiff 5 und Mein Schiff 6) gebaut werden. Mitte September übernahm die Meyer-Werft die Werft STX Finland in Turku. Sie wurde umbenannt in Meyer Turku Oy. TUI Cruises vereinbarte eine Option über den Bau der Schiffe Mein Schiff 7 und Mein Schiff 8 (inzwischen umbenannt in Mein Schiff 1 und Mein Schiff 2) für 2018 und 2019. Sie wurde im Juli 2015 in eine Festbestellung umgewandelt. Die Schiffe wurden inzwischen fertig gestellt und an TUI Cruises übergeben.
Im April 2015 gab die Meyer-Gruppe bekannt, dass sie ihren 70-%-Anteil an der finnischen Werft Meyer Turku Oy in Turku auf 100 % aufstockt, in dem sie den 30-%-Anteil des finnischen Staats übernimmt. Die Komplettübernahme erleichtert laut Meyer-Werft die Zusammenarbeit zwischen den drei Standorten Papenburg, Rostock und Turku. In Turku sind rund 1350 Menschen beschäftigt.
Ebenfalls zur Meyer-Gruppe gehört die Papenburger EMS PreCab GmbH, welche die Passagierkabinen für die Kreuzfahrtschiffe zuliefert.
Im Juni 2016 gab die Familie Meyer als Eigentümer bekannt, dass die Werften in Deutschland und Finnland in zwei deutsche Familienstiftungen eingebracht werden.
2022 gründete Meyer gemeinsam mit Admares Marine das Joint-Venture Meyer Floating Solutions mit dem Ziel, schwimmende Immobilien zu entwickeln und herzustellen. Unter dem Namen Meyer Yachts sollen Megayachten entstehen.
2022 wurde Meyer Wismar gegründet. Diese soll bis 2025 die zunächst bei der mittlerweile insolventen Werftengruppe MV Werften für die mittlerweile insolvente Reederei Dream Cruises in Wismar entstandene Global Dream für Disney Cruise Line fertigstellen.

## Meyer-Unternehmensgruppe
Die Werft in Papenburg ist die Kernzelle einer heutigen Unternehmensgruppe mit wesentlichen Aktivitäten in Deutschland und Finnland.
Die Aktivitäten in Deutschland (Meyer Werft in Papenburg sowie Neptun-Werft in Rostock inklusive weiterer Betriebe) sind in der Holdinggesellschaft Meyer Neptun S.a.r.L. im luxemburgischen Senningerberg zusammengefasst, die finnischen Aktivitäten in der Holdinggesellschaft Meyer Turku GmbH mit Sitz in Papenburg. Beide Konzerne sind nicht kapitalmäßig miteinander verflochten, wohl aber über die Geschäftsführer. Eigner der Holdings sind zwei Familienstiftungen der Fam. Meyer.
Neben den beiden Konzernobergesellschaften (Meyer Neptun sowie Meyer Turku) und ihren Tochtergesellschaften ist die Familie Meyer an weiteren Unternehmen aus den Bereichen Schiffbau bzw. schiffbaunahe Dienstleistungen beteiligt, so bspw. an der EMS PreCab GmbH.

## Kontroversen

### Umweltaspekte
Die Lage sorgt für Diskussionen um die Wasserstraße Ems. Seit den 1980er Jahren werden die Schiffsüberführungen auf der Ems von Naturschützern kritisiert. Der Bau von Schiffen veränderte die Anforderungen an die Ems, so dass sie dafür mehrmals vertieft werden musste, was wegen der negativen ökologischen Folgen für den Fluss ebenfalls von Naturschützern kritisiert wurde. In enger Absprache mit der niedersächsischen Landesregierung wurde die Ems im Jahr 1990 auf 7,3 Meter vertieft. Die Vertiefung ermöglicht den Bau größerer Schiffe, was wiederum die Beschäftigung auf der Meyer-Werft sichert. Bei allen Vertiefungsmaßnahmen wurden Planfeststellungsverfahren durchgeführt, um die Auswirkungen zu untersuchen und Ausgleichsmaßnahmen festzulegen. Wichtiger Baustein sind dabei Renaturierungsmaßnahmen an anderer Stelle, beispielsweise der Deichvorlandflächen. Die Ems ist auf Höhe Papenburg rund 90 Meter breit, an der Ledamündung 210 Meter und auf Höhe Emden 700 Meter.
Ferner wird der Fluss durch das im Jahr 2002 in Betrieb genommene Emssperrwerk bei Gandersum mehrfach im Jahr aufgestaut, um die Überführung von Schiffen einer bestimmten Größe (in der Vergangenheit insbesondere Kreuzfahrtschiffe, daneben aber auch Fähren, Container- und Forschungsschiffe) von der Werft in Papenburg in die rund 40 Kilometer entfernte Emsmündung zu erleichtern.
Durch das Sperrwerk lässt sich das Wasser auf bis zu 2,7 Meter über Normalhöhennull aufstauen und ermöglicht so die Überführung von Schiffen mit einem Tiefgang von bis zu 8,5 Metern. Die maximal zulässige Stauhöhe und -dauer ist abhängig von der Jahreszeit. Anm. 1 Dadurch findet eine Verschlickung des Gewässers in diesem Abschnitt statt, was negative ökologische Folgen hat. Für den Bau des Sperrwerkes wurden entsprechende Ausgleichsmaßnahmen umgesetzt. Trotzdem hat der Bau des Sperrwerks zu erheblichen Diskussionen mit den Umweltverbänden BUND, NABU und WWF Deutschland geführt. Das Land Niedersachsen hat sich verpflichtet, insgesamt neun Millionen Euro zur Verbesserung der ökologischen Gesamtsituation an der Ems zur Verfügung zu stellen. Im Sommer 2009 einigten sich die Meyer-Werft und die Umweltverbände BUND, NABU und WWF auf eine Regelung zum Thema Vogelschutz und Stauzeiten für das Ems-Sperrwerk. In dieser zivilrechtlichen Vereinbarung über 30 Jahre verpflichtete sich die Meyer Werft, dass die Ems in der Zeit vom 1. April bis zum 15. Juli auf maximal 1,9 Meter über Normalnull und im Rest des Jahres auf maximal 2,7 Meter über Normalnull, bezogen auf den Pegel in Gandersum, aufgestaut wird.
Bürgerinitiativen bevorzugen die Umsiedlung der Werft an einen Standort mit ausreichend tiefem Wasser. Dies würde aber Arbeitsplatz- und Kaufkraftverluste in Papenburg und Umgebung bedeuten, ebenso wie eine Verlagerung des mit der Werft verbundenen Tourismus. Gleichwohl sprachen sich Bürgerinitiativen und Umweltverbände wie der NABU in den 1990er Jahren auch gegen die Errichtung einer Werft in Mecklenburg-Vorpommern, insbesondere auf Rügen anstelle des Ausbaus des Standortes Papenburg aus. Letztendlich wurden die Pläne zur Errichtung einer Werft auf Rügen im Juni 1992 aufgegeben.

### Sitzverlagerung der Holding nach Luxemburg
Mitte 2015 kündigte die Meyer-Werft-Gruppe an, den Firmensitz der Mutterholding Meyer Neptun GmbH (heute: Meyer Neptun S.à.r.l.) von Rostock nach Luxemburg zu verlegen. Insbesondere von der niedersächsischen Landesregierung sowie dem Betriebsrat des Unternehmens und der zuständigen Gewerkschaft wurde die Verlegung scharf kritisiert. Die CDU-Landtagsfraktion sicherte Werftchef Bernard Meyer hingegen „volle Unterstützung“ zu.
In diesem Zusammenhang wurde Meyer auch vorgeworfen, man wolle die Mitbestimmungsrechte der Arbeitnehmer beschneiden. Daraufhin aufgenommene Gespräche zwischen Werft bzw. Unternehmensgeschäftsführung sowie Landesregierung, der IG Metall und dem Betriebsrat blieben jedoch ergebnislos und die Werft erklärte Anfang September 2015, das sie an den Plänen festhalten werde. Vermögen wurde laut eidesstattlicher Versicherung nicht versteckt. Der Aufsichtsrat trat im Januar 2025 zusammen.

### Sonstiges
Im Juli 2013 kamen bei einem Brand in einer Massenunterkunft in Papenburg zwei rumänische Werkvertragsarbeiter ums Leben, die über ein Emder Unternehmen mit Werkverträgen bei der Meyer-Werft beschäftigt waren. In der daraufhin aufgekommenen öffentlichen Diskussion über unzureichende Sozialstandards für die meist aus Osteuropa stammenden Werkvertragsarbeiter und „Lohndumping“ geriet auch die Werft als Auftraggeber in die Kritik. In diesem Zusammenhang wurden auch Unregelmäßigkeiten bei den Arbeitszeiten bekannt. Die Werft zog Konsequenzen aus dem Tod und erstellte eine Sozialcharta und einen Verhaltenskodex, die sowohl für die Werft als auch für Unterlieferanten gelten sollen. Zugleich wies Werftchef Bernard Meyer jedoch darauf hin, „dass Subunternehmen für den wirtschaftlichen Erfolg seiner Werft unverzichtbar seien“.
Eine geplante Ehrung des Chefs der Meyer-Werft, Bernard Meyer, durch die Emsland-Medaille, die seit 1987 vom Landkreis Emsland an Personen für deren Verdienste um den Landkreis verliehen wird, geriet durch die aufgekommene Diskussion um die Verlegung des Holding-Sitzes ebenfalls in Kritik. Im Juli 2015 erklärte Meyer, dass er auf die Auszeichnung verzichte, um u. a. „Schaden von seiner Familie“ abzuwenden.
Mitte September 2015 leitete die Werft ein Kündigungsverfahren gegen den Betriebsratsvorsitzenden Ibrahim Ergin ein, weil dieser in bis zu vier Jahre zurückreichenden Fällen Auszubildende genötigt haben solle, in die Gewerkschaft IG Metall einzutreten. Ergin wies die Vorwürfe zurück. Da der Betriebsrat der Kündigung nicht zustimmte, zog die Werftleitung vor das Arbeitsgericht Lingen, um das Recht zur Kündigung im Wege eines Zustimmungsersetzungsverfahrens zu erstreiten. Zudem nahm die Staatsanwaltschaft Osnabrück Ermittlungen gegen Ergin wegen des Verdachts der Nötigung auf. Zur Entschärfung des aufgekommenen Streits zwischen Arbeitnehmervertretung und Geschäftsführung vereinbarten beide Seiten zunächst eine Mediation, die vom Wirtschaftswissenschaftler Rudolf Hickel von der Universität Bremen und vom Direktor des Arbeitsgerichtes Pforzheim Hans Weischedel betreut werden sollte. Mitte Oktober 2015 erklärten jedoch beide Seiten die Mediation für gescheitert, da keine Einigung über die Einbeziehung und Rücknahme des Kündigungsantrages gegen Ergin erzielt werden konnte. Ein Ende Oktober 2015 vom Arbeitsgericht Lingen vorgeschlagenes gerichtliches Mediationsverfahren wurde von der Geschäftsführung unter Hinweis auf u. a. den Hintergrund der Kündigung abgelehnt. In der Mitte Dezember 2015 geführten Arbeitsgerichtsverhandlung unterlag die Meyer-Werft aus formalen Gründen. Die Werft kündigte an, nun das Landesarbeitsgericht Niedersachsen in Hannover als nächste Instanz anrufen zu wollen. Im April 2016 erhob die Staatsanwaltschaft Osnabrück Anklage gegen Ergin wegen des Verdachts der Nötigung in fünf Fällen. Als Folge daraus traten bis Mitte Mai 2016 drei Betriebsratsmitglieder zurück, die daraufhin eine Mitarbeiterinitiative gründeten mit dem Ziel, Neuwahlen zu erreichen und zu einer vertrauensvollen Zusammenarbeit zwischen dem Betriebsrat und der Geschäftsführung zurückzukommen. Im August 2016 verließ Ergin das Unternehmen infolge eines Vergleichs.

## Besonderheiten

### Theaterbauten, längste Trockendocks, großes Zuschauerinteresse
Da auf Kreuzfahrtschiffen auch Theater von großer Bedeutung sind, ist die Meyer-Werft gleichzeitig Deutschlands größter Theaterbauer. Die Meyer-Werft hat mehr und größere Theater mit wechselnden Bühnenbildern und versenkbaren Orchestergräben gebaut als jedes andere Unternehmen.
Die Werft hat zwei der größten überdachten Trockendocks der Welt, das Baudock II ist das größte überdachte Trockendock der Welt. Durch ihre außergewöhnliche Lage an der Ems, die für fast jedes Auslaufen durch das Emssperrwerk gestaut werden muss, ziehen die etwa 36 Kilometer langen Überführungen der Schiffe zum Dollart tausende Schaulustige an. Jährlich besichtigen etwa 300.000 Menschen die Werft über ihr Besucherzentrum (Bestandteil von ERIH). Das Besucherzentrum wird von der Papenburg Marketing GmbH mit der Werft organisiert. Es werden auch häufig große Musikfestivals vor den Schiffsüberführungen durchgeführt, bei denen ebenfalls tausende Menschen zuschauen.

### Zwischenfälle
In der Vergangenheit kam es mehrfach zu Zwischenfällen beim Bau von Schiffen. So wurde am 9. Dezember 2011 von unbekannten Arbeitern auf der Werft ein Wasserschaden auf der für die Disney Cruise Line im Bau befindliche Disney Fantasy herbeigeführt. Auf Deck 11 und Deck 12 wurden mehrfach Feuerlöschanlagen geöffnet, wodurch Wasser in das Schiff eindrang. Hierbei entstand ein erheblicher Schaden an dem Kreuzfahrtschiff, 40 Kabinen wurden dabei beschädigt. Der Terminplan und die geplante Übergabe an die Reederei konnten dennoch eingehalten werden.
Am 5. März 2013 entstand auf dem Schiffsrohbau der Norwegian Getaway im Baudock II ein Brand. Ursache war ein Feuer in einem Pool-Technikraum auf Deck 15 des Schiffes. Bei der Brandbekämpfung waren auch Feuerwehren aus dem Umland beteiligt. Verletzte gab es keine. Der Gesamtschaden lag nach vorsichtiger Schätzung der Meyer-Werft unter einer halben Million Euro.
Während des Baus der Norwegian Joy brachen im September und Oktober 2016 Feuer auf dem Neubau aus.

### Kraftstoffalternativen, Umbauarbeiten
Die Meyer-Werft fördert die Entwicklung von Alternativen zu den bisherigen Kraftstoffen. Das erste Schiff, das mit dem schadstoffarmen Flüssigerdgas (LNG) betrieben wird, wurde bereits im Jahr 2012/2013 für die niederländische Reederei Anthony Veder gebaut: der LNG-Gastanker Coral Energy. Im Jahr 2018 wurde mit der AIDAnova das erste Kreuzfahrtschiff, das vollständig mit LNG betrieben werden kann, fertiggestellt. Gemeinsam mit verschiedenen Partnern forscht die Werft im Rahmen des Projekts Pa-X-ell2 an Brennstoffzellen an Bord eines Kreuzfahrtschiffes, hierzu liefen seit 2016 Tests an Bord der ehemaligen Ostseefähre Mega Regina.
Auf der Werft entstehen 2 bis 3 neue Kreuzfahrtschiffe jährlich. Im Jahr 2019 wurde über eine Aufstockung auf vier Schiffe pro Jahr nachgedacht. Bedingt durch die COVID-19-Pandemie wurden diese Pläne jedoch verworfen. In den 2020er Jahren baut die Werft zwei Schiffe pro Jahr.

### Baustrategie

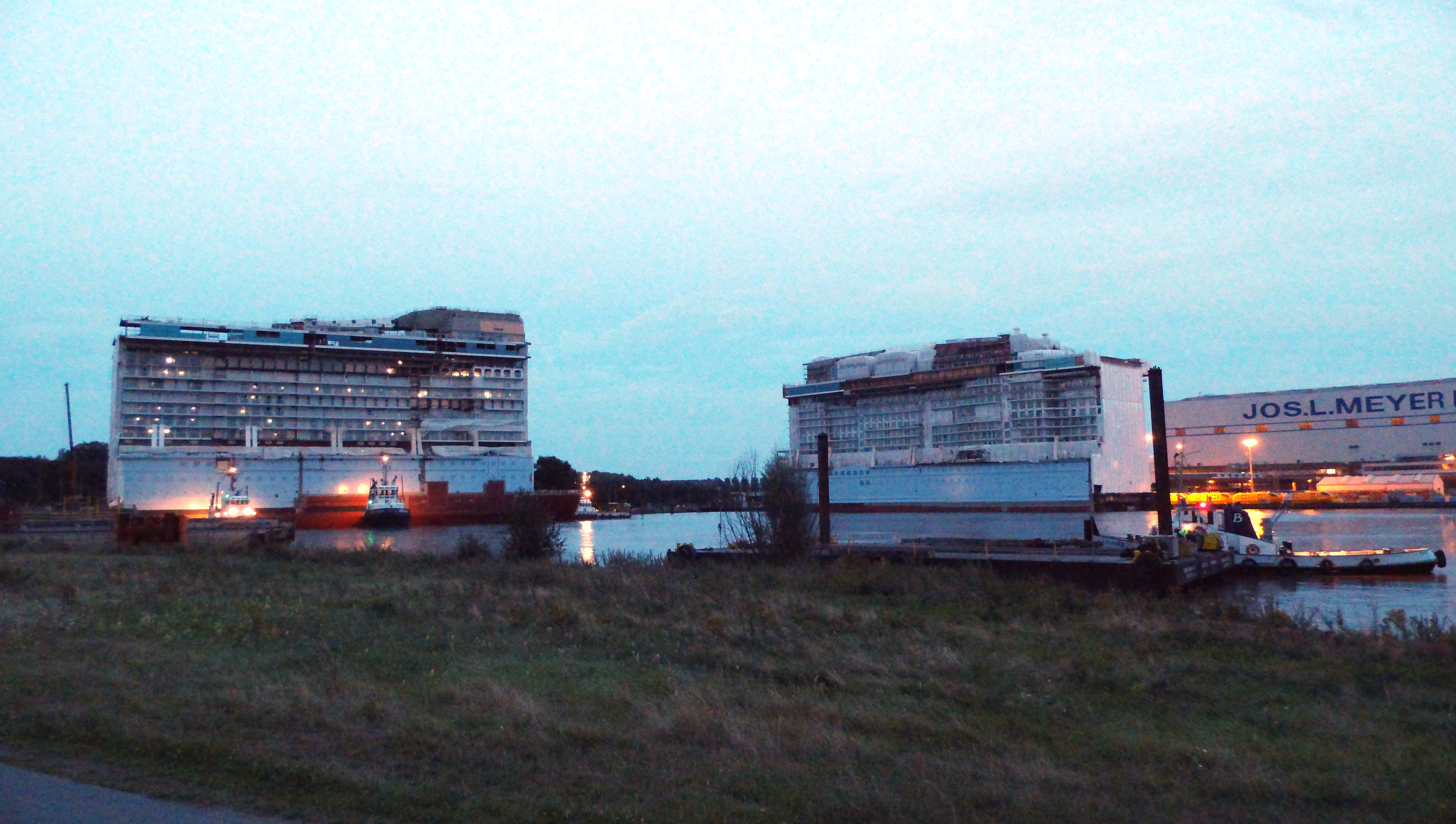
Schwimmteile der Anthem of the Seas im Werfthafen

Im Jahr 2014 wurde die Baustrategie optimiert. Durch die länger gewordenen Schiffe reicht der Platz im großen Baudock nicht mehr aus, um genügend Blöcke montieren zu können, so dass es zu Staus in der Blockfertigung kommen würde. Auch ist das Baudock in Halle 5 zu klein, um Schiffe dieser Größe bauen zu können. Vor einem kompletten Rohbau der aktuell gebauten Schiffe, deren Länge bis zu etwa 350 Meter beträgt, verblieb eine Restlänge im Baudock von 120 Meter. Diese verbleibende Restlänge wird seit dem Jahr 2014, erstmals angewendet bei der Anthem of the Seas, zweimal für die Fertigung eines sogenannten Schwimmteils mit einer Länge von 120 Meter genutzt. Ist das erste Schwimmteil fertig, wird dieses ausgedockt und mit dem nächsten Teil begonnen. Das zweite Schwimmteil wird direkt vor dem Ausdocken des fertigen Kreuzfahrtschiffes ausgedockt. Die Schwimmteile werden im Werfthafen weiter ausgebaut. Nachdem das fast fertiggestellte Kreuzfahrtschiff die Werfthalle verlassen hat, werden die Schwimmteile wieder eingedockt, zusammengefügt und um die Bug- und Hecksektionen ergänzt. Um zu verhindern, dass die Schwimmteile, die nicht eigenständig manövrieren können, beim Aus- und Eindocken beschädigt werden, wurde außerhalb der Halle Rollfender angebracht.
Die Unterwassersektionen werden in Rostock bei der Neptun Werft gebaut und anschließend als 120 Meter lange Schwimmteile nach Papenburg geschleppt.
Durch diese veränderte Strategie kann die Werft im Bereich der Blockfertigung Kapazitätsspitzen und Unterbeschäftigung vermeiden. Zudem wird das kleine Baudock auch für die Fertigung von Blöcken genutzt, um diese Halle wieder besser auszulasten und eine Unterbeschäftigung zu vermeiden. Zumindest für einige Stunden ließen sich so ein komplettes Kreuzfahrtschiff und die beiden 120 Meter langen Schwimmteile des nächsten Schiffes im Papenburger Werfthafen beobachten.
Im Jahr 2017 wurde die Baustrategie beim Bau der AIDAnova erneut umgestellt. Einmalig wurden zwei Schwimmteile mit einer Länge von 140 Metern ausgedockt. Dies war möglich geworden, nachdem die Halle 6 um 25 Meter verlängert worden war.
2018 wurde die Baustrategie erneut umgestellt. Nach dem Ausdocken des ersten Schwimmteils mit einer Länge von 140 Metern wird das weitere im Baudock befindliche Schiff im Dock verlegt, sodass lediglich ein Schwimmteil ausgedockt wird. Letztmalig angewendet wurde dies beim Bau der Arvia. Seitdem wird kein Megablock mehr ausgedockt, Hintergrund ist die durch die COVID-19-Pandemie bedingte Verlangsamung des Bauprogramms.

### Emsüberführungen
Aufgrund der Lage der Werft im Binnenland müssen die Neubauten die Ems passieren, um in das rund 40 Kilometer entfernte offene Meer zu gelangen. Durch das Emssperrwerk in Gandersum lässt sich die Ems auf bis zu 2,70 Meter über Normalhöhennull aufstauen, um die Überführung zu erleichtern.
Erstmals angewandt wurde diese Methode bei der Emsüberführung der Norwegian Dawn am 2./3. November 2002. Zuvor, noch bei der Überführung der baugleichen Norwegian Star im Jahr 2001, war regelmäßig ein mehrstündiger Zwischenstopp in Leer erforderlich. Kleinere Schiffe wurden auch später ohne Unterstützung des Emssperrwerks überführt. Die Überführung erfolgt seit der Radiance of the Seas im Jahr 2001 in der Regel in Rückwärtsfahrt mittels des Azipod-Antriebs. Hierdurch ist das Schiff auf engem Raum besser zu manövrieren. Zudem bleibt in Rückwärtsfahrt in der Regel der Squat-Effekt aus, was die Passage in engem Fahrwasser und mit wenig Wasser unter dem Kiel erleichtert. Das Schiff hat so rund 20 Zentimeter mehr Wasser unter dem Kiel.
Während der Emsüberführung muss die Ems in der Regel für die übrige Schifffahrt gesperrt werden. Dies gilt auch, wenn große Sektionen von anderen Werften per Schleppzug nach Papenburg überführt werden.
Seit der Emsüberführung der Norwegian Breakaway am 13./14. März 2013 wird bei der Überführung in der Regel ein Ponton am Bug und ein Adapter am Heck des Schiffes angebracht. Hierdurch wird eine feste Verbindung zwischen dem Schiff und den Schleppern hergestellt. Hierdurch soll sich das Schiff besser manövrieren lassen als bei einer losen Verbindung per Schleppleine. Die Schlepper sollen zudem effektiver und direkter Unterstützung bei der Passage leisten.
Die Überführung wird zuvor in einem Simulator in Wageningen trainiert.
Um die Überführung größerer Schiffe zu ermöglichen, wurden mehrfach die Stromleitungen über der Ems erhöht.

## Aktueller Auftragsbestand
In der folgenden Tabelle werden die aktuellen Bauaufträge für die Meyer Werft in Reihenfolge des geplanten Ablieferungsdatums aufgelistet. Eine Liste aller jemals auf der Meyer Werft entstandenen Schiffe befindet sich im Hauptartikel Bauliste der Meyer Werft. Aufträge für die Schwesterwerft Meyer Turku befinden sich im Artikel Meyer Turku#Aktuelle Projekte.
| Ablieferung | Name                                           | Vermessung (BRT / BRZ) | Auftraggeber / Eigner / Betreiber           | Baudock   | Bemerkungen |
| ----------- | ---------------------------------------------- | ---------------------- | ------------------------------------------- | --------- | --- |
| 2025        | Disney Destiny (Triton / Wish-Klasse) (S. 706) | 144.000                | Disney Cruise Line                          | Baudock 2 | Kreuzfahrtschiff, 1250 Kabinen, LNG-Antrieb                                                                               |
| 2026        | N.N. (Marinebetriebsstoffversorger Klasse 707) |                        | Deutschland                                 | Baudock 1 | Kooperation der Meyer Gruppe mit NVL (Unternehmen)                                                                        |
| 2026        | Njord                                          | 84.800                 | Ocean Residences Development                |           | Apartmentschiff, 1000 Passagiere, Methanol-Antrieb                                                                        |
| 2026        | Meteor IV (S. 726)                             | 10.000                 | Bundesministerium für Bildung und Forschung | Baudock 2 | Forschungsschiff In Kooperation mit Fr. Fassmer (Meyer-Fassmer-Spezialschiffbau)                                          |
| bis 2027    | –                                              |                        | Dragados Offshore                           |           | Stahlkonstruktion für Konverterplattformen für die Offshore-Verbindungen BorWin4, BalWin1 und BalWin2 (S. 729 und S. 730) |
| 2027        | Carnival Festivale (Excel-Klasse) (S. 724)     | 180.000                | Carnival Cruise Line                        | Baudock 2 | Kreuzfahrtschiff |
| 2027        | N.N. (Triton / Wish-Klasse) (S.723)            | 144.000                | Disney Cruise Line                          | Baudock 2 | Kreuzfahrtschiff, 1250 Kabinen, LNG-Antrieb                                                                               |
| 2028        | Carnival Tropicale (Excel-Klasse) (S. 725)     | 180.000                | Carnival Cruise Line                        | Baudock 2 | Kreuzfahrtschiff |
| 2028        | N.N. (Triton / Wish-Klasse) (S. 722)           | 144.000                | Oriental Land Company                       | Baudock 2 | Kreuzfahrtschiff, 1250 Kabinen, LNG-Antrieb                                                                               |
| 2029        | N.N. (S.731)                                   | 100.000                | Disney Cruise Line                          |           | Kreuzfahrtschiff, 3000 Passagiere, Biokraftstoffe                                                                         |
| 2030        | N.N. (S.732)                                   | 100.000                | Disney Cruise Line                          |           | Kreuzfahrtschiff, 3000 Passagiere, Biokraftstoffe                                                                         |
| 2031        | N.N. (S.733)                                   | 100.000                | Disney Cruise Line                          |           | Kreuzfahrtschiff, 3000 Passagiere, Biokraftstoffe                                                                         |

## Publikationen
- Rolf Eilers, Klaus-Peter Kiedel (Verf.); Meyer Werft (Hrsg.): Meyer-Werft. 6 Generationen Schiffbau in Papenburg. 1795–1988. Übersetzung ins Englische: Jacqueline Rohmann. Wirtschaftsverlag NW – Verlag für neue Wissenschaft, Bremerhaven 1988, ISBN 3-88314-721-4 (Text deutsch und englisch).
- Hans Jürgen Witthöft: Meyer-Werft. Innovativer Schiffbau aus Papenburg. 210 Jahre Erfolg beim Bau von Schiffen. Herausgegeben im Auftrag der Jos. L. Meyer GmbH und Co. Koehlers Verlagsgesellschaft, Hamburg 2005, ISBN 3-7822-0924-9.
- Peter Hackmann (Red.); Meyer Werft (Hrsg.): Flusskreuzfahrtschiffe. Neptun-Werft Rostock gegründet 1850. Meyer-Werft, Papenburg 2006, DNB 99103113X.
- Nils Schwerdtner: 25 Jahre Kreuzfahrtschiffe der Meyer-Werft. Herausgegeben im Auftrag der Meyer Werft. Koehler, Hamburg 2011, ISBN 978-3-7822-1041-6.